# Sugar Bowl 2018
Match précédent Match suivant
Le Sugar Bowl 2018 est un match de football américain de niveau universitaire joué après la saison régulière de 2017, le 1er janvier 2018 au Mercedes-Benz Superdome de La Nouvelle-Orléans dans l'état de la Louisiane aux États-Unis.
Il s'agit de la 84e édition du Sugar Bowl. Il compte comme demi-finale du College Football Playoff. Son vainqueur affronte au Mercedes-Benz Stadium d'Atlanta en Géorgie le vainqueur du Rose Bowl 2018 lors du College Football Championship Game 2018.
Le match met en présence les équipes du Crimson Tide de l'Alabama issu de la Southeastern Conference et des Tigers de Clemson issus de la Atlantic Coast Conference.
Il débute à 20 heures locales et est retransmis en télévision sur ESPN et ESPN Deportes.
Sponsorisé par la compagnie d'assurance Allstate, le match est officiellement dénommé le Allstate Sugar Bowl 2018.
Alabama gagne le match sur le score de 24 à 6.

## Présentation du match
| Équipes                                                                                          | Conférences | Entraîneurs  | Stats. saison rég. | Classements avant le bowl CFP-AP-Coaches |
| ------------------------------------------------------------------------------------------------ | ----------- | ------------ | ------------------ | ---------------------------------------- |
| Crimson Tide de l'Alabama                                                                        | SEC         | Nick Saban   | 11 - 1             | #4 - #4 - #4                             |
| Tigers de Clemson                                                                                | ACC         | Dabo Swinney | 12 - 1             | #1 - #1 - #1                             |
| Arbitre : Land Clark (Pac-12) Équipe donnée favorite par les bookmakers : Alabama par 3,5 points |             |              |                    |                                          |

C'est la troisième année consécutive que ces deux équipes se rencontrent à l'occasion du College Football Playoff. Il s'agissait cependant pour les deux premières rencontres de la finale du CFP.

### Crimson Tide de l'Alabama
Avec un bilan global en saison régulière de 11 victoires et 1 défaite, Alabama est éligible et accepte l'invitation pour participer au Sugar Bowl de 2018.
Ils terminent 2e de la West Division de la Southeastern Conference derrière Auburn, avec un bilan en matchs de leur conférence de 7 victoires et 1 défaite.
À l'issue de la saison 2017 (bowl non compris), ils seront classés #4 aux classements CFP , AP et Coaches.
Il s'agit de leur 16e participation au Sugar Bowl (8 victoires pour 7 défaites).

### Tigers de Clemson
Avec un bilan global en saison régulière de 12 victoires et 1 défaite, Clemson est éligible et accepte l'invitation pour participer au Sugar Bowl de 2018.
Ils terminent 1er de l'Atlantic Division de la Atlantic Coast Conference, avec un bilan en match de leur conférence de 7 victoires et 1 défaite. Ils gagnent ensuite la finale de conférence 38 à 3 contre les Hurricanes de Miami.
À l'issue de la saison 2017 (bowl non compris), ils seront classés #1 aux classements CFP , AP et Coaches.
Il s'agit de leur 2e participation au Sugar Bowl, la première ayant eu lieu le 1er janvier 1959, défaite 7 à 0 par #1 LSU.

## Résumé du match
Début du match à 20 h 1, fin à 23 h 20 pour une durée totale de jeu de 3 heures et 19 minutes
Températures de 22 °C, pas de vent puisque stade fermé (joué en indoor).
Le Crimson Tide de l'Alabama prend de suite l'ascendant sur la rencontre. À la mi-temps, ils mènent 10 à 3. Le Kicker de Clemson, Alex Spence, sera le seul joueur à inscrire des points pour les Tigers à la suite de deux field goals, la défense d'Alabama se montrant intransigeante tout au long du match.
Le Crimson Tide remporte le match assez aisément 24 à 6, prenant sa revanche sur le College Football Championship Game 2017 au cours duquel les Tigers avaient été emmenés par QB Deshaun Watson désigné alors MVP du match. Sans Watson ayant rejoint la NFL, QB Kelly Bryant et ses Tigers n'ont pu hausser leur niveau de jeu pour inquiéter Alabama.
| QT          | Temps       | Drive       | Drive       | Drive       | Équipe      | Description de l'action | Score | Score |
| QT          | Temps       | Jeux        | Yards       | TDP         | Équipe      | Description de l'action | ALA   | CLE   |
| ----------- | ----------- | ----------- | ----------- | ----------- | ----------- | --- | ----- | ----- |
| 1           | 05:23       | 10          | 47          | 05:24       | ALA         | FG de 24 yards par K Andy Pappanastos                                                                                               | 3     | 0     |
| 1           | 00:12       | 8           | 46          | 03:34       | ALA         | TD de 12 yards par WR Calvin Ridley à la suite d'une réception d'une passe de QB Jalen Hurts + 1 extra-point par K Andy Pappanastos | 10    | 0     |
| 2           | 10:00       | 13          | 54          | 05:03       | CLE         | FG de 44 yards par K Alex Spence | 10    | 3     |
| 3           | 12:45       | 4           | -5          | 02:03       | CLE         | FG de 42 yards par K Alex Spence | 10    | 6     |
| 3           | 05:40       | 7           | 27          | 03:38       | ALA         | TD de 1 yard par DL Da'Ron Payne à la suite d'une réception d'une passe de QB Jalen Hurts+ 1 extra-point par K Andy Pappanastos     | 17    | 6     |
| 3           | 05:27       | -           | -           | -           | ALA         | TD à la suite d'une interception retournée sur 18 yards par LB Mack Wilson + 1 extra-point par K Andy Pappanastos                   | 24    | 6     |
| Score final | Score final | Score final | Score final | Score final | Score final | Score final | 24    | 6     |

## Statistiques
| Meilleurs joueurs (MVPs) |              |         |       |
| Système                  | Nom          | Équipe  | Poste |
| Attaque                  | Jalen Hurts  | Alabama | QB    |
| Défense                  | Da'Ron Payne | Alabama | DL    |

| Statistiques par équipe                |                                                        |                                                      |
| Statistiques                           | ALA                                                    | CLE                                                  |
| 1er down                               | 16                                                     | 14                                                   |
| 1er down à la course                   | 9                                                      | 6                                                    |
| 1er down à la passe                    | 5                                                      | 8                                                    |
| 1er down suite pénalité                | 2                                                      | 0                                                    |
| Conversion de 3e down                  | 8/17                                                   | 8/19                                                 |
| Conversion de 4e down                  | 1/1                                                    | 1/2                                                  |
| Jeux–yards                             | 66 jeux pour 261 yards                                 | 70 jeux pour 188 yards                               |
| Yards à la course                      | 42 courses pour 141 yards moyenne de 3,4x yards/course | 33 courses pour 64 yards moyenne de 1,9 yards/course |
| Yards à la passe                       | 120                                                    | 124                                                  |
| Passes : Réussies-Tentées-Interceptées | 16/24 passes complétées , 0 interception               | 18/37 passes complétées, 2 interception              |
| Réussite en zone rouge/chances         | 3/4                                                    | 1/2                                                  |
| TD                                     | 3                                                      | 0                                                    |
| Field Goals                            | 1/2                                                    | 2/2                                                  |
| Sacks (Nombre-Yards)                   | 5 pour 34 yards adverses perdus                        | 2 pour 8 yards adverses perdus                       |
| Fumbles (Nombre/Perdus)                | 1/1                                                    | 0/0                                                  |
| Pénalités (Nombre/Yards perdus)        | 2 pour 10 yards perdus                                 | 4 pour 29 yards perdus                               |
| Temps de possession                    | 32:11                                                  | 27:49                                                |

| Statistiques individuelles |                |                                                                                |
| Quaterbacks                |                |                                                                                |
| ALA                        | Jalen Hurts    | 16/24 passes complétées, 120 yards, 0 interception, 2 TDs, 2 sacks subis       |
| CLE                        | Kelly Bryant   | 18/36 passes complétées, 124 yards, 2 interception, 0 TD, 5 sacks subis        |
| Meilleurs coureurs         |                |                                                                                |
| ALA                        | Damien Harris  | 19 courses pour 77 yards nets gagnés, 0 TD, moyenne de 4,1 yards/course        |
| CLE                        | Travis Etienne | 4 courses pour 22 yards nets gagnés, 0 TD, moyenne de 5,5 yards/course         |
| Meilleurs receveurs        |                |                                                                                |
| ALA                        | Calvin Ridley  | 4 réceptions pour 39 yards gagnés, 1 TD                                        |
| CLE                        | Deon Cain      | 6 réceptions pour 75 yards gagnés, 0 TD                                        |
| Meilleurs tacleurs         |                |                                                                                |
| ALA                        | Rashaan Evans  | 9 tacles dont 5 en solo, 1 TFL (3 yards), 1 sack (3 yards)                     |
| CLE                        | Kendall Joseph | 10 tacles dont 7 en solo, 1 TFL (2 yards), 1Fumble forcé et 1 Fumble recouvert |